# Dolin
Pour l’article homonyme, voir Boris Dolin.
Dolin est une entreprise française spécialisée dans la fabrication et la distribution de spiritueux.

## Histoire
En 1815, Joseph Chavasse, titulaire du diplôme de liquoriste distillateur, crée une liquoristerie distillerie sur la commune des Échelles en Savoie.
Il débute par l'élaboration de liqueurs. Six ans plus tard, en 1821, il est l'inventeur d'une nouvelle recette de vermouth.
En 1843, Marie Rosalie Chavasse épouse Louis-Ferdinand Dolin qui devient vermouthier. Aidé financièrement par son oncle, un révérend, Louis-Ferdinand s'installe à Chambéry sur les rives de la Leysse en vue d'y ouvrir une nouvelle vermoutherie. L'entreprise prend dès lors le nom de Dolin.
En 1919, l'entreprise est achetée par Joseph et Charles Sevez. Ces commerçants chambériens dans l'agroalimentaire et les épices conservent le nom de la société et perpétuent le savoir-faire acquis au sein de la vermoutherie.

### Reprise la distillerie Bonal (1976)

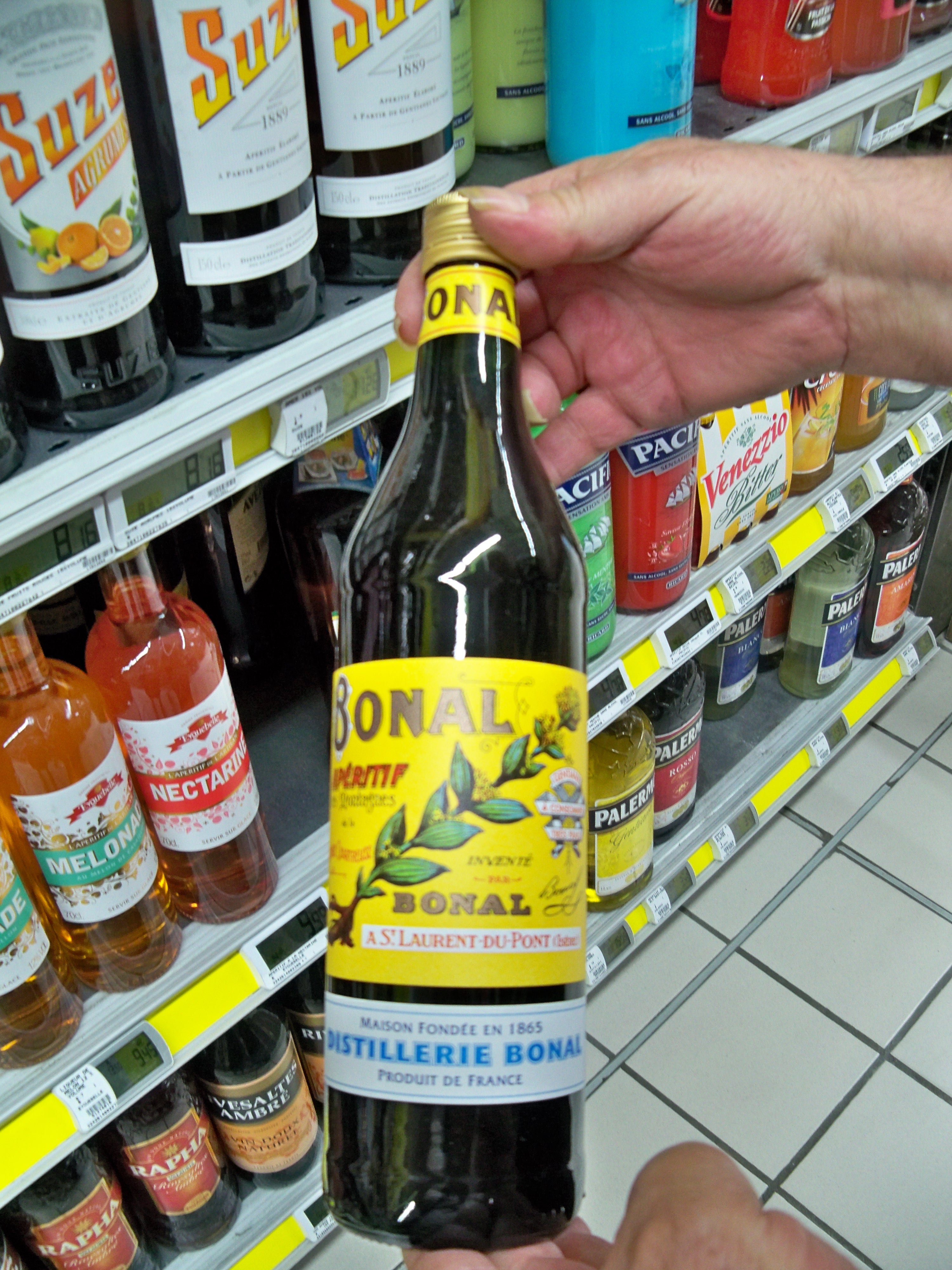
Gentiane-Quina Bonal

En 1976, Dolin reprend la distillerie iséroise Bonal basée à Saint-Laurent-du-Pont.
Bonal est d'abord connu avec La Raphaëlle (jaune ou verte) créée en 1865 qui rencontre un grand succès.
Bonal sort ensuite La Laurentine, puis connaît ensuite ses heures de gloire pendant les années 1930 jusqu'aux années 1950 avec la fameuse Gentiane-Quina Bonal, grâce notamment aux affiches et annonces publicitaires de Charles Lemmel.

## Produits
- Apéritifs : chambéryzette, Bitter Dolin, apéritifs Dolin (noix, framboise, myrtille, génépi)
- Génépi
- Liqueurs (myrtille, framboise, sapin, génépi)
- Eaux-de-vie (marc de Savoie, mirabelle, poire, framboise)
- Vermouths : rouge, blanc, dry
- Gentiane
- Crème de fruit (châtaigne, framboise, cassis, mûre, myrtille, violet)
- Sirops (20 parfums)

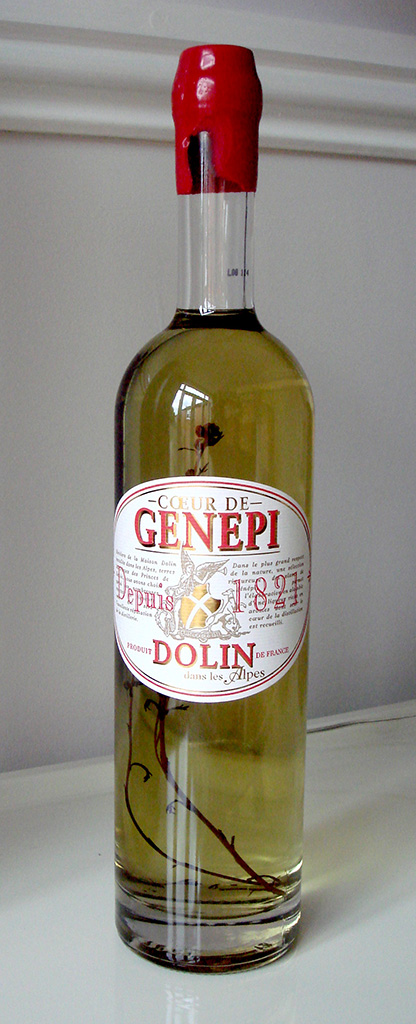
Coeur de Génépi
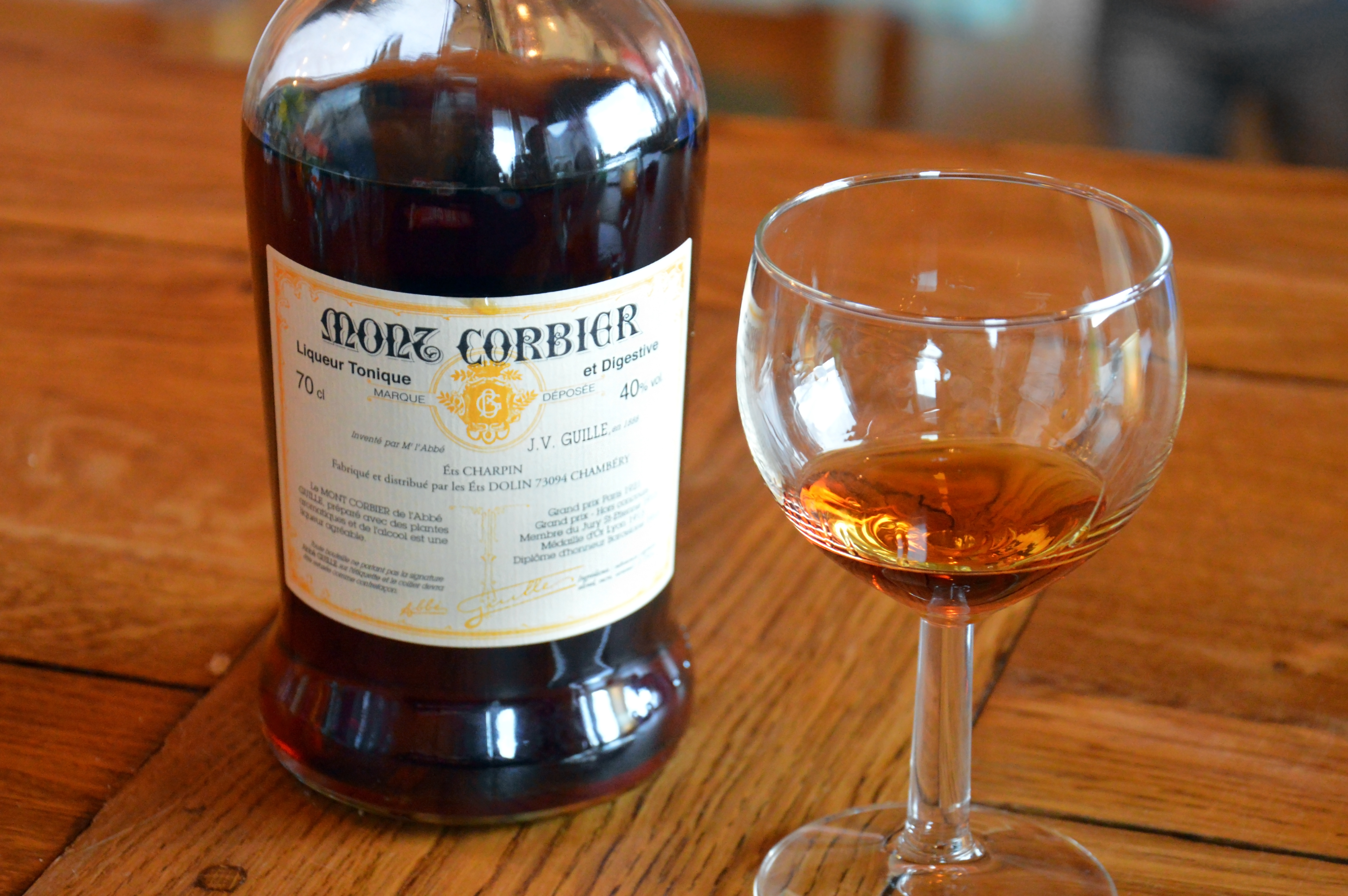
Le Mont Corbier, un digestif
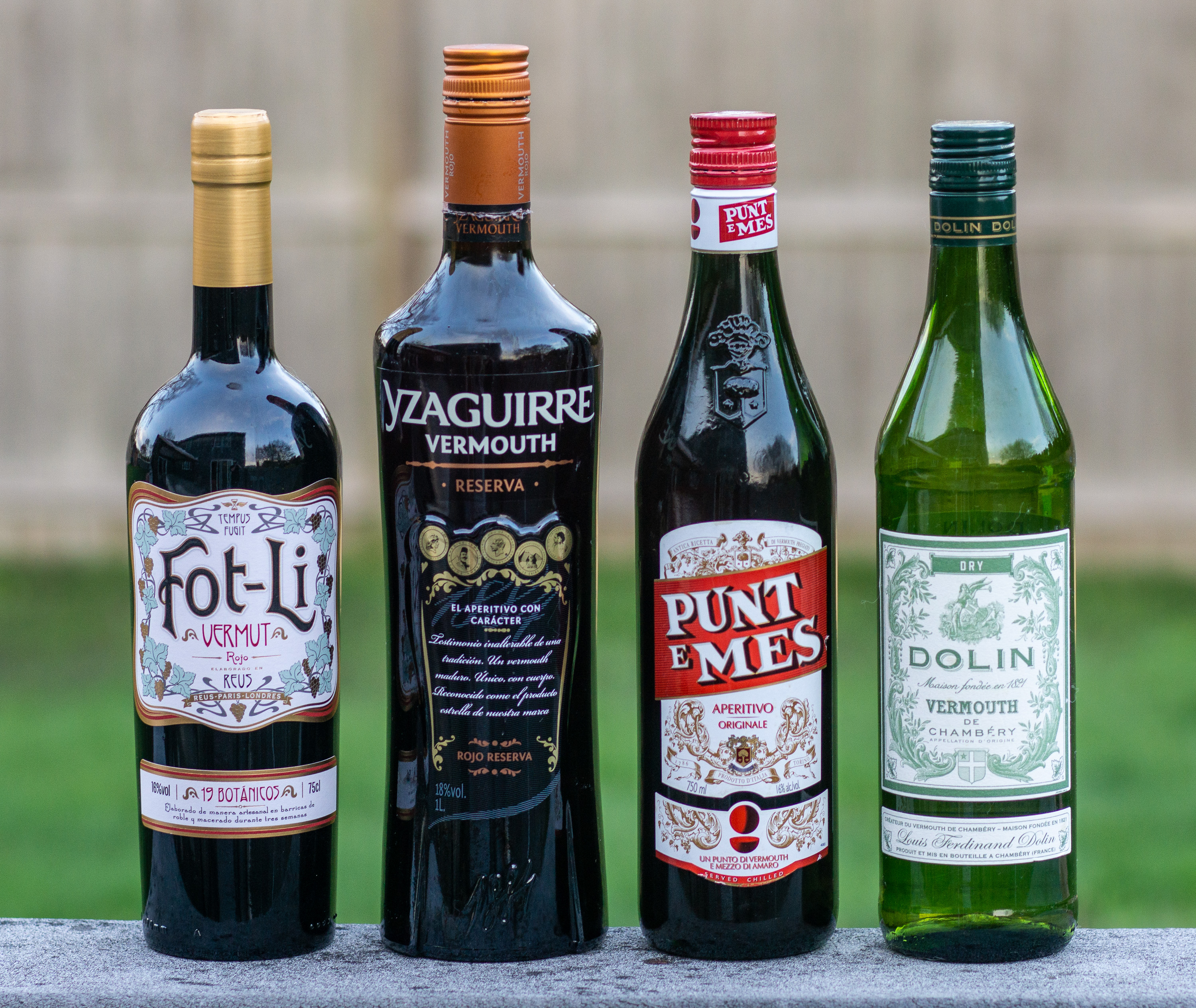
Un vermouth dry de Dolin (à droite)
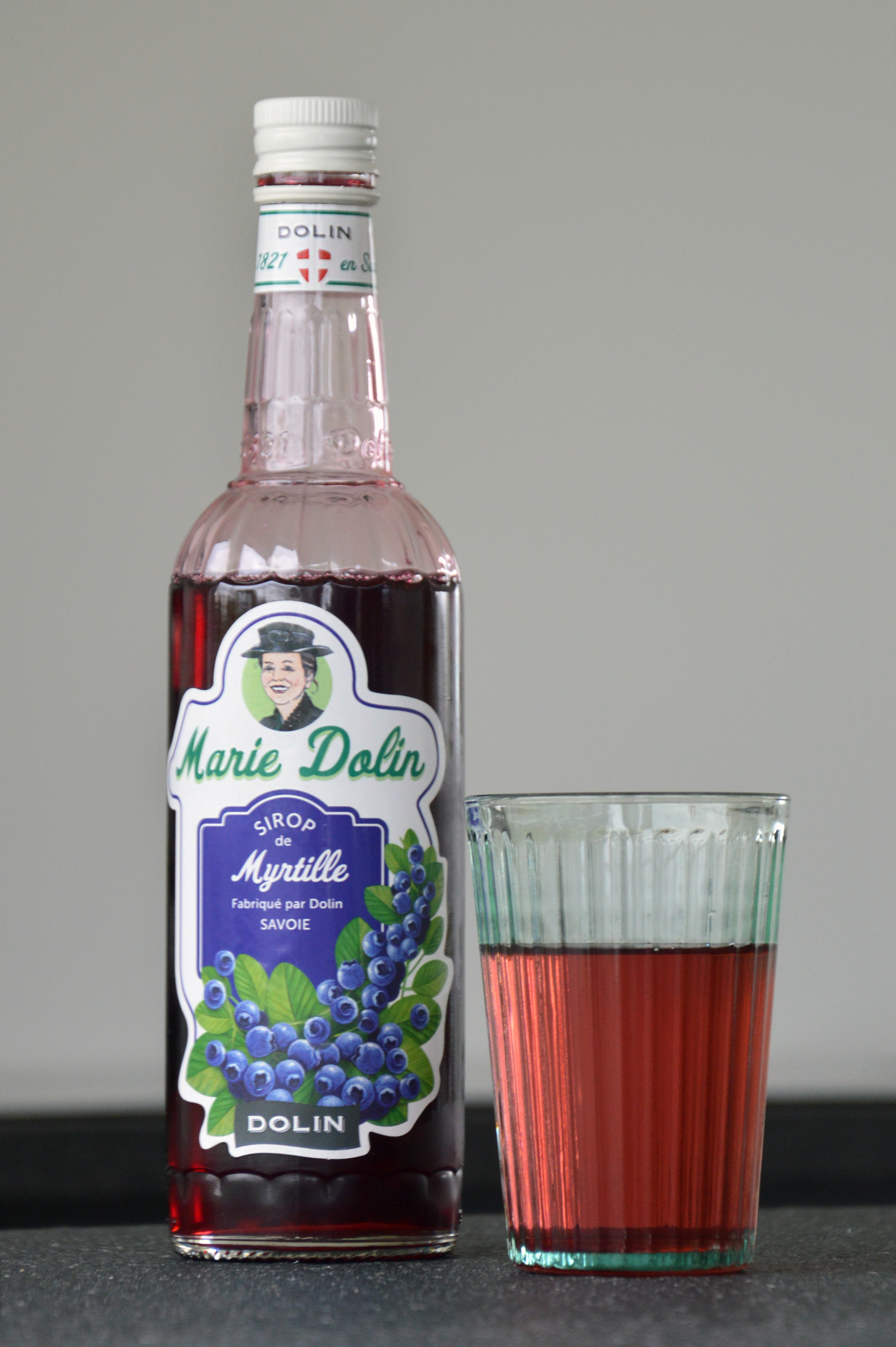
Sirop de myrtilles de la marque Marie Dolin

## Distribution

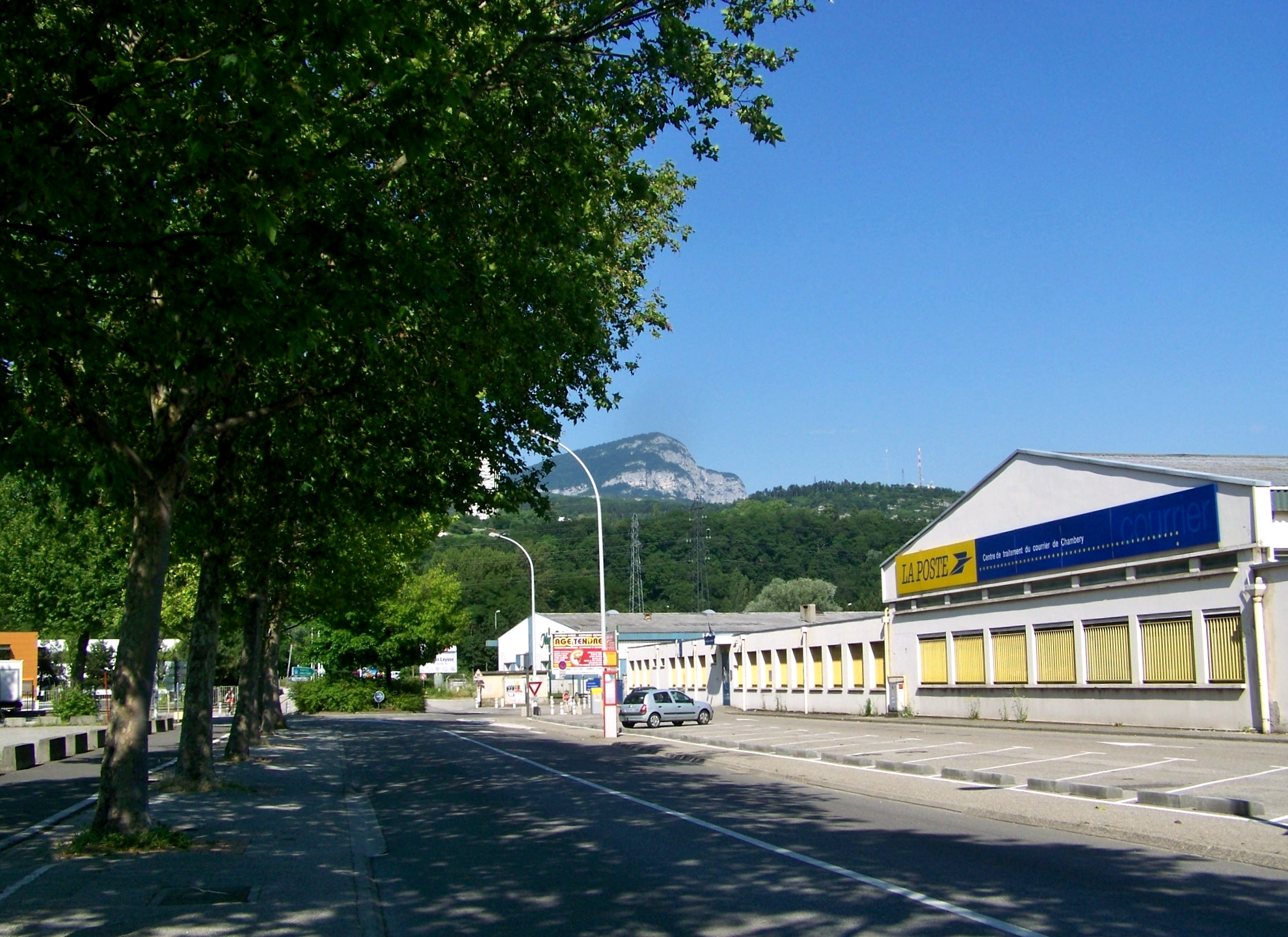
Siège social de Dolin, central en arrière-plan, à Chambéry.

Les produits de la société Dolin sont distribués nationalement à Chambéry, Aix-les-Bains, Annecy, Grenoble, Lyon, Paris; mais également internationalement à Bruxelles, Londres, Édimbourg, Berlin, Johannesburg, Montréal, Boston, New York, Philadelphie, Miami, San Francisco, Los Angeles, Las Vegas, Sydney, Melbourne, Christchurch, Auckland, Tokyo, Singapour, Hong Kong et Shanghai.

## Récompenses
- 1876 - Médaille d'or pour le vermouth Dolin à l'exposition de Philadelphie.
- 1900 - Médaille d'argent à l'exposition universelle de Paris.